# 데시오 (몬차에브리안차도)
데시오(Desio, 롬바르디아어: Des)는 롬바르디아주 몬차에브리안차도의 코무네이다.

## 역사
1277년, 밀라노 통치권을 놓고 비스콘티가와 델라 토레가 사이에 데시오 전투가 벌어진 곳이다. 1924년 2월 24일, 데시오는 왕실 법령에 따라 명예 도시 칭호를 받았다.
1944년, 오페라 가수 주세피나 핀치마그리니는 데시오에 대한 미국 공습으로 사망했다.
이 도시는 교황 비오 11세의 출생지로 알려져 있으며, 이는 데시오 국경의 도로 표지판에 언급되어 있다. 시내 중심, 정확히 비오 11세 4번가에서는 관광객과 시민들이 매주 일요일 교황의 집을 방문할 수 있다. 1998년 11월 20일, 마우리치오 갈리 몬시뇰의 입회 하에 국제 연구 및 문서 센터 교황 비오 11세가 설립되었다. 2022년 5월 28일, 데시오 병원은 교황 즉위 100주년을 기념하여 교황 비오 11세의 이름을 따서 명명되었다.
AC 밀란 골키퍼인 마르코 스포르티엘로도 데시오에서 태어났다.
전 인테르의 상징이자 이탈리아 축구 국가대표팀과 함께 1982년 FIFA 월드컵 우승자인 가브리엘레 오리알리는 데시오에 거주하고 있다.

## 주요 명소
- 빌라 티토니 트라베르시 (18세기)
- 팔라지 탑 (19세기)
- 폴로 디 엑셀렌사[6]

## 교통
데시오에는 데시오역이 있다.

## 스포츠
그루포 스포르티보 산티 피에트로 에 파올로(Gruppo Sportivo Santi Pietro e Paolo), 줄여서 S. 피에트로 에 파올로 데시오는 데시오에서 가장 유명한 축구팀 중 하나이다. 2003년 10월에 창단된 이 그룹은 2004년 3월부터 활동을 시작했으며, 이탈리아 국가 올림픽 위원회와 이탈리아 주교회의가 인정한 스포츠 진흥 단체인 센트로 우니베르시타리오 스포르티보 이탈리아노(CUSI)에 소속되었다. 이탈리아 리듬 체조 국가대표팀 선수들은 데시오에서 거주하며 훈련한다.
세콘다 카테고리아에 속한 축구팀 U.S. 아우로라 데시오 1922는 데시오를 기반으로 한다. 이 클럽은 또한 AC 몬차와 제휴하고 있다.